# Foresight Linux
Foresight Desktop Linux era una distribución Linux que contenía software libre y no libre, originalmente basada en rpath Linux usando como escritorio GNOME (aunque otras "ediciones" eran planificadas con otros escritorios como KDE, y XFCE por ejemplo), y ha rastreado, anteriormente, estrechamente el desarrollo de GNOME. La distribución importó cada liberación de GNOME desde la versión 2.10, en el mismo día en el cual fue liberada. La versión 1.4, incluía a GNOME 2.20 como entorno de escritorio por defecto.
Foresight Linux poseía el Sistema de gestión de paquetes Conary. Este sistema sólo actualiza aquellos archivos específicos en los paquetes necesitan ser actualizados, en contraste con otros formatos, como RPM y Deb, que descargan paquetes enteros.

## Obsoletización
Aunque desde 2013 se hablaba de un abandono de parte de sus desarrolladores, no fue hasta el 12 de mayo de 2015 mediante un comunicado en el cual fue declarado su cierre definitivo. Este fue causado por el requerimiento de actualizar el hardware que albergaba al proyecto, pero por la falta de voluntarios en este; no se halló una razón para hacerlo. Una razón que propicio la falta de voluntarios, fue su ciclo de actualizaciones, impreciso y caótico.

## Software incluido
Foresight Linux incluía algunos de los programas de software más innovadores y nuevos, que se estaban construyendo para Linux en su época, incluyendo el Beagle, F-Spot, Avahi, y último HAL. Todos estos se incluian en la instalación por defecto, más un agradable y limpio tema de escritorio y material gráfico.